# د آلکمست (موسیقی‌دان)
دانیل آلن مامان (انگلیسی: Daniel Alan Maman؛ زادهٔ ۲۵ اکتبر ۱۹۷۷) که با نام حرفه‌ای د آلکمست (انگلیسی: The Alchemist) شناخته می‌شود، موسیقی‌دان، تهیه‌کننده موسیقی، دی‌جی، رپر و ترانه‌نویس اهل ایالات متحده آمریکا است. وی از سال ۱۹۹۳ میلادی تاکنون مشغول فعالیت بوده‌است.
او در آهنگسازی موسیقی بازی ویدئویی اتومبیل‌دزدی بزرگ ۵ در ۲۰۱۳ نقش داشته‌است.